# Neocollyris bonellii
Neocollyris bonellii es una especie de escarabajo del género Neocollyris. Fue descrita científicamente por Guérin-Méneville en 1834.
Se distribuye por Indonesia, en la isla de Célebes. Mide aproximadamente 12,5 milímetros de longitud.